# تریپه آ لا مد د کان
تریپه آ لا مُد دُ کان (به فارسی، سیرابی شیردان کانی) یک خوراک نورماندیایی است که از چهار قسمت معده یک حیوان نشخوارکننده (شامل شکمبه، هزارلا، نگاری و شیردان) و یک ران گاو درست می‌شود.